# Missão Artística Austro-Alemã

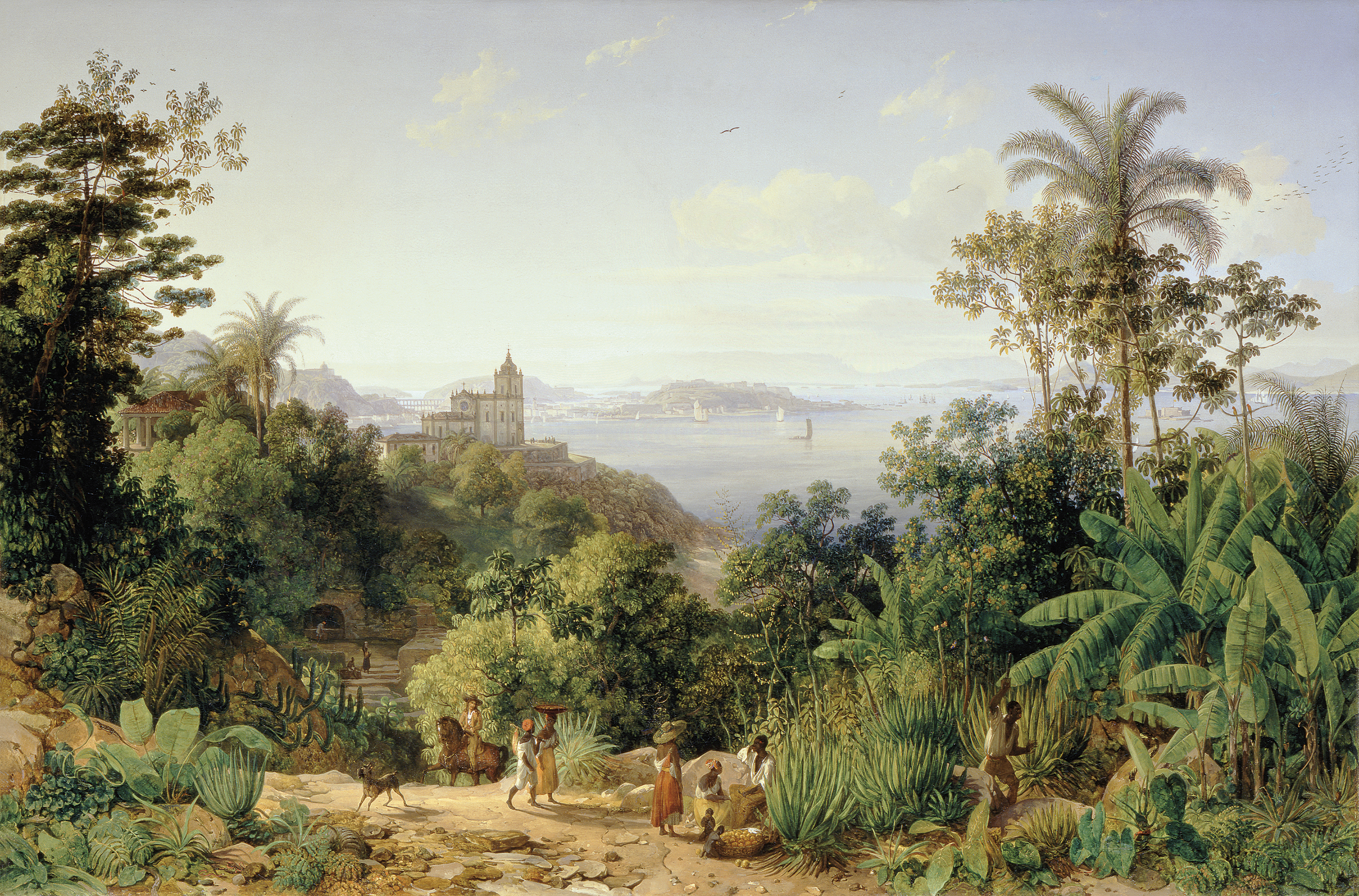
Thomas Ender: Vista do Rio, 1817

A Missão Artística Austro-Alemã foi um grupo de artistas e cientistas que acompanharam a princesa Leopoldina em sua viagem para o Brasil a fim de se casar em 1817 com o futuro imperador Dom Pedro I.  
Entre os integrantes da Missão estavam o médico e botânico Von Martius e o zoólogo Von Spix, além do pintor Thomas Ender. Eles estudaram a natureza do Rio de Janeiro até 1818, quando partiram em uma longa expedição que passou por São Paulo, Minas Gerais, Bahia, Pernambuco, Piauí, Maranhão, Pará e Amazonas. Na altura do rio Solimões Spix e Martius se separaram, indo o primeiro até os limites do Peru, enquanto Martius prosseguia até a fronteira da Colômbia. Reencontraram-se mais tarde no rio Negro, retornando ao Rio de Janeiro e depois voltando à Europa em 1820, tendo percorrido mais de 10 mil km e realizado inúmeras descobertas científicas, identificando 6.500 variedades da flora, 85 espécies de mamíferos, 350 de aves, 130 de anfíbios, 146 de peixes e 2.700 insetos. O resultado de seus trabalhos foi publicado na Alemanha com o nome Viagem pelo Brasil, em três volumes, uma das fontes de referência essenciais para o conhecimento da natureza e de outros aspectos do Brasil no século XIX. Thomas Ender não os seguiu tão longe, permanecendo entre Rio, São Paulo e Minas Gerais, mas deixou obra inestimável de documentação visual da paisagem e do povo dessas regiões.